# جمعية نادي الشام للسياحة البيئية
جمعية نادي الشام للسياحة البيئية هي جمعية أشهرت بموجب قرار وزارة الشؤون الاجتماعية والعمل في سوريا رقم 210 لعام 2008م، باشرت الجمعية أعمالها بداية عام 2009م أغلب أعضاء الجمعية المؤسسين من هواة الرحلات السياحية البيئية في سورية.

## أهداف الجمعية
تشمل أهداف الجمعية ما يلي:
1-العمل على نشر الوعي والثقافة البيئية الضرورية للحفاظ على الطبيعة بعناصرها وثرواتها.
2-المساهمة في إعداد البحوث والدراسات البيئية وتقديمها إلى الجهات المعنية بهدف اتخاذ الإجراءات المناسبة لوضع نتائجها موضع التطبيق .
3-التعاون والتنسيق مع وزارات الدولة ومؤسساتها المعنية بموضوع البيئة وحمايتها لتحسين أساليب صيانة البيئة والثروات الطبيعية في سوريا .
4-التعاون مع المنظمات والهيئات غير الحكومية العاملة في مجال البيئة والموارد الطبيعية لتطوير برامج وطرق حماية البيئة والحفاظ على سلامتها.
5-التعريف بمفهوم السياحة البيئية كبديل عن السياحة التقليدية والترويج لها بهدف الحفاظ على الموارد الطبيعية وبناء التعاون مع السكان المحليين في هذا المجال.
6-القيام بنشاطات السياحة البيئية والنزهات الخلوية إلى المناطق ذات الأهمية الجغرافية البيئية والتاريخية في جميع أنحاء سوريا والعمل على استقطاب شرائح متنوعة من المجتمع لممارسة هذه النشاطات .
7-الاهتمام بالأطفال والطلاب والتعاون مع المدارس والمعاهد والجامعات من أجل نشر الوعي البيئي والجغرافي
8-توثيق المشاهدات والتجارب خلال الرحلات من خلال الصور الفوتوغرافية والتصوير المرئي والمنشورات الإلكترونية والورقية.
9-الاهتمام بقضايا التنوع الحيوي ودراسة النباتات والحيوانات في المناطق التي تتم زيارتها .
10-بناء قدرات أعضاء الجمعية في مجالات المعرفة البيئية والجغرافية والتاريخية واكتشاف المواهب والقدرات الكامنة لديهم من أجل تنميتها وتأهيلها.
11-تسعى الجمعية من خلال رحلاتها إلى نشر روح العمل الجماعي،التفاعل مع الطبيعة وتقدير أهميتها،التكيف مع البيئة بكافة ظروفها،النشاط البدني،توسيع آفاق ومدارك الإنسان كما تسعى إلى نبذ العادات السيئة مثل التدخين،الكسل والوهن،الاستهتار بنظافة المكان وغيرها.